# NGC 507
NGC 507 è una vasta galassia lenticolare situata nella costellazione dei Pesci.

## Descrizione
NGC 507 compare anche nell'Atlas of Peculiar Galaxies redatto dall'astronomo Halton Arp, con il codice Arp 229 ed è presentata come esempio di galassia con due anelli concentrici.

## Scoperta
La galassia NGC 507 è stata scoperta il 12 settembre 1784 dall'astronomo britannico di origine tedesca William Herschel.

## Gruppo di NGC 507
NGC 507 è la più brillante tra le galassie che compongono il gruppo che porta il suo nome. Il Gruppo di NGC 507 è molto numeroso e comprende almeno 42 galassie, di cui 21 compaiono nel New General Catalogue e 5 nell'Index Catalogue. Quattro membri di questo gruppo sono classificati anche come galassie di Markarian. La galassia più estesa di questo gruppo è NGC 536.